# スポットCM
スポットCMとは、放送におけるコマーシャルメッセージの一種で、タイムCMの対義語。単にスポットとも。短期間で様々な層のターゲットに伝達することができるCM方式とされる。

## 契約の種類
契約には次の種類がある。
スポット契約
放送局が定めたCM時間枠（後述）に放送される。広告料の算出には、延べ視聴率 (GRP) と呼ばれる単位が用いられる。
フリースポット契約
番組や時間帯を指定せず、一定期間内に指定した本数を放送することだけを取り決め、月ごとの放送回数と放送時間帯を集計した上で売買額を決定する特殊な形態。1本あたりの単価が通常のスポットより安く設定されている。
この形態をとっている事業者のCMは、結果として一日を通じ、埋め草的に流れることになる。
契約期間、希望時間帯は、広告主の希望に沿う形で行われる。ただし、市況・出稿時期・使用ゾーンによって価格が上下し、また基本的にはランダムに放映される。

## 枠の種類
スポット契約の枠には次の種類がある。
ステーションブレイク ＝ 前の放送番組から次の放送番組までのあいだ
略して「SB」。ステーションブレイクの時間帯に放送されるスポットCM自体を「ステーションブレイク」または略して「ステブレ」と呼ぶ場合がある。
民間放送初期は、1～2分の生コマーシャルが主流だった反面、ステーションブレイクは45秒程度しか設定されず、行える放送は局名告知や、クロスプログラムと呼ばれる放送局自身による各種の告知に限られていた。CM1本あたりの放送時間が5秒から15秒単位に定着していく中、民放各局は経営の安定を図り、ステーションブレイクを1分に拡大し、CMの放送量を増やした。
パーティシペーション ＝ 番組枠内のノンクレジットCM
略して「PT」。番組内で番組提供として表示される広告主以外の広告主によるCM。スポンサーの側から見れば、提供クレジットの表示を求めない代わりに比較的安く枠だけを買うこと。通常、数社のCMが挿入されるが、タイムCMをまとめて放送したあとにまとめて放送される場合と、タイムCMに紛れて放送される場合がある。番組によっては設定されない場合もある。ラジオ番組では主なスポンサーを読み上げた後「――他各社」という形で紹介される。
ガイド
案内コマーシャルとも。何らかの理由で、長時間（3分間など）にわたってCMを編成する場合に、仮想の番組枠として設定するスポットCM枠。